# Drusus (geslacht)
Drusus is een geslacht van schietmotten uit de familie van de Limnephilidae. Het geslacht werd voor het eerst wetenschappelijk beschreven door Stephens in 1837.

## Soorten
Het geslacht omvat de volgende soorten:
- D. adustus R. McLachlan, 1867
- D. alpinus (LR Meyer-Duer, 1875)
- D. amanaus W. Mey & A. Mueller, 1979
- D. annulatus (JF Stephens, 1837)
- D. apados Olah & Coppa, 2017
- D. aprutiensis GP Moretti, 1981
- D. arbanios Oláh, 2010
- D. balcanicus K Kumanski, 1973
- D. bayburtii F. Cakin, 1983
- D. berthelemyi F Sipahiler, 1992
- D. biguttatus (FJ Pictet, 1834)
- D. bolivari (R McLachlan, 1880)
- D. borceai Murgoci, 1960
- D. bosnicus F Klapalek, 1899
- D. bosnicus Klapalek, 1899
- D. botosaneanui K Kumanski, 1968
- D. brunneus F Klapalek, 1898
- D. bureschi K Kumanski, 1973
- D. buscatensis L Botosaneanu, 1960
- D. camerinus GP Moretti, 1981
- D. cantabricus F Schmid, 1956
- D. carpathicus J Dziedzielewicz, 1911
- D. caucasicus G. Ulmer, 1907
- D. chapmani McLachlan, 1901
- D. chrysotus (P Rambur, 1842)
- D. concolor P. Kempny, 1908
- D. crenophylax Graf & Vitecek, 2015
- D. croaticus M Marinkovic-Gospodnetic, 1971
- D. dacothracus Oláh, 2010
- D. dardanicus Ibrahimi, Kucinic & Vitecek, 2015
- D. demirsoyi F. Cakin, 1983
- D. destitutus (F Kolenati, 1848)
- D. discolor (P Rambur, 1842)
- D. discophoroides K Kumanski, 1979
- D. discophorus M Radovanovic, 1942
- D. dudor Oláh, 2017
- D. erimanthos H Malicky, 1992
- D. estrellensis (R. McLachlan, 1884)
- D. euphorion (Malicky, 2002)
- D. ferdes Oláh & Coppa, 2016
- D. fortos Ibrahimi & Oláh, 2017
- D. franzi F Schmid, 1956
- D. franzressli H Malicky in Malicky & Kumanski, 1974
- D. fuesunae H. Malicky, 1986
- D. goembensis F. Sipahiler, 1991
- D. gombos Olah, 2013
- D. graecus (R McLachlan, 1876)
- D. gueneri F. Sipahiler, 1995
- D. hackeri H. Malicky, 1986
- D. illyricus Oláh, 2010
- D. imanishii M. Iwata, 1928
- D. improvisus (R McLachlan, 1884)
- D. ingridae F Sipahiler, 1993
- D. juliae Oláh, 2011
- D. kazanciae F. Cakin, 1983
- D. kerek Oláh, 2011
- D. klapaleki M Marinkovic-Gospodnetic, 1971
- D. kovacsi Oláh, 2017
- D. kronion H Malicky, 2002
- D. krpachi Kucinic, Graf & Vitecek, 2015
- D. krusniki H Malicky, 1981
- D. kupos Oláh & Coppa, 2016
- D. leker Oláh, 2016
- D. lepcos Oláh, 2011
- D. macedonicus F Schmid, 1956
- D. maculosus H. Malicky & J. Olah, 1979
- D. malickyorum Olah & Vitecek, 2015
- D. marinettae F Sipahiler, 1992
- D. medianus M Marinkovic-Gospodnetic, 1976
- D. melanchaetes R McLachlan, 1876
- D. meridionalis Kumanski, 1973
- D. mixtus (FJ Pictet, 1834)
- D. monticola R McLachlan, 1876
- D. monticolus Meyer-Duer, 1875
- D. morettii H. Malicky, 2004
- D. muchei H. Malicky, 1987
- D. muelleri McLachlan, 1868
- D. muelleri R McLachlan, 1868
- D. muranyorum
- D. nigrescens LR Meyer-Duer, 1875
- D. nigrorectus Mosely, 1935
- D. noricus H Malicky, 1981
- D. osogovicus K Kumanski, 1980
- D. ostot Oláh, 2017
- D. paros Oláh, 2017
- D. pelasgus Oláh, 2010
- D. piemontensis Olah, 2017
- D. plicatus M Radovanovic, 1942
- D. popovi K Kumanski, 1980
- D. pyrenensis Oláh & Coppa, 2015
- D. radovanovici M Marinkovic-Gospodnetic, 1971
- D. ramae M Marinkovic-Gospodnetic, 1971
- D. rectus R McLachlan, 1868
- D. rizeiensis F. Sipahiler, 1986
- D. romanicus A Murgoci & L Botosaneanu, 1953
- D. savoiensis Coppa & Olah, 2017
- D. schmidi L Botosaneanu, 1960
- D. septentrionis Marinkovic-Gospodnetic, 1976
- D. serbicus M Marinkovic-Gospodnetic, 1971
- D. sharrensis Ibrahimi, Previsic & Vitecek, 2016
- D. simplex A.V. Martynov, 1927
- D. siveci H Malicky, 1981
- D. slovenicus Urbanic, Krušnik & Malicky, 2002
- D. spelaeus (Ulmer, 1920)
- D. tenellus (F Klapalek, 1898)
- D. transylvanicus Schmid, 1956
- D. trifidus R McLachlan, 1868
- D. valserinensis Coppa & Olah, 2017
- D. vekon Ibrahimi & Oláh, 2017
- D. vercorsicus (Botosaneanu & Dumont, 2003)
- D. vernonensis H Malicky, 1989
- D. vespertinus M Marinkovic-Gospodnetic, 1976
- D. vinconi F Sipahiler, 1992
- D. visas Oláh & Coppa, 2016
- D. zhiltzovae Malitski & Olah, 1979
- D. zivici Kucinic, Previšic, Stojanovic & Vitecek, 2017